# Perccottus
Perccottus är ett släkte av fiskar som beskrevs av Benedykt Dybowski 1877. Perccottus ingår i familjen Odontobutidae, ordningen abborrartade fiskar, klassen strålfeniga fiskar, fylumet ryggsträngsdjur och riket djur.
Släktet innehåller bara arten amursömnfisk, Perccottus glenii.

## Bildgalleri

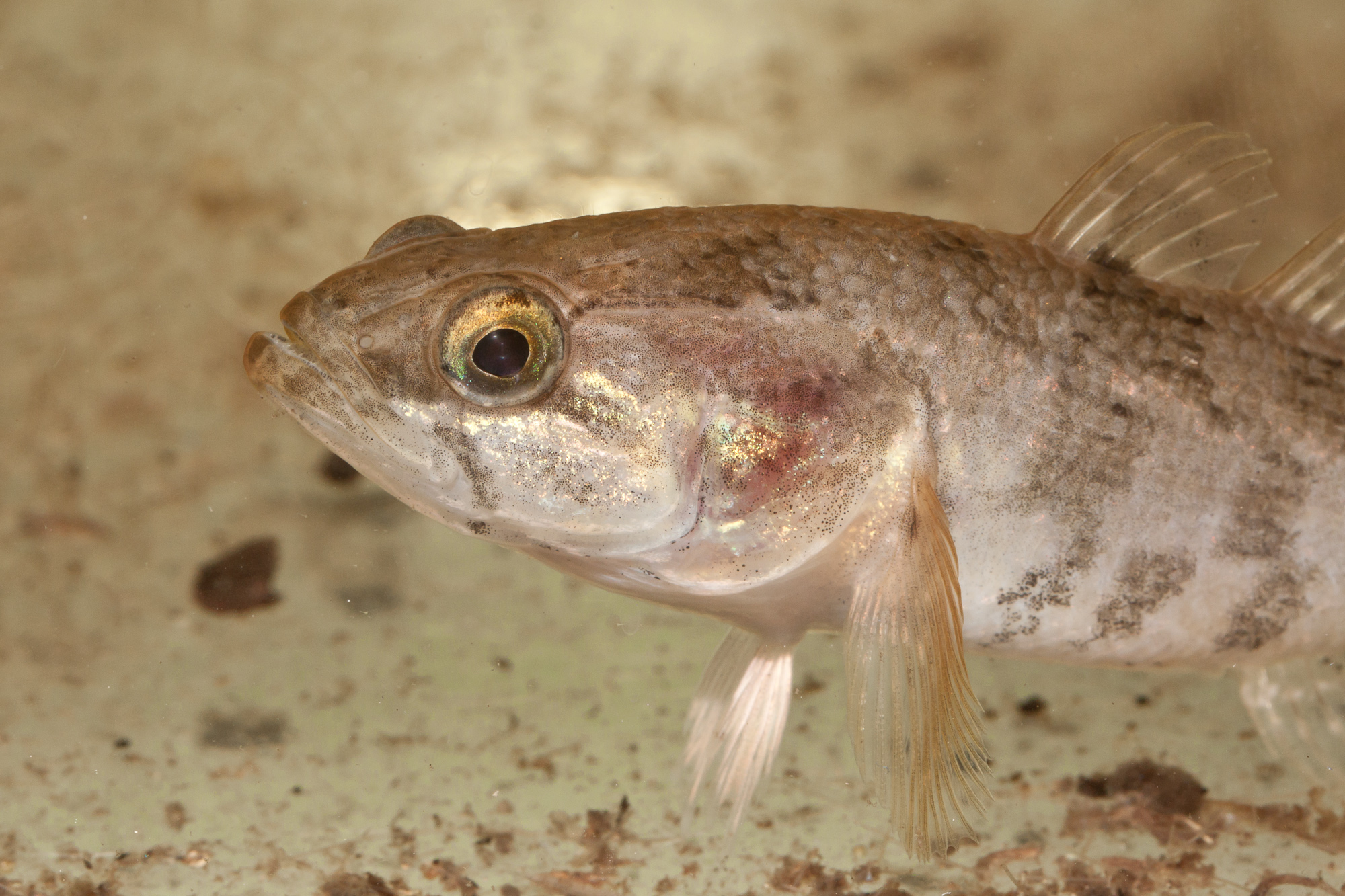
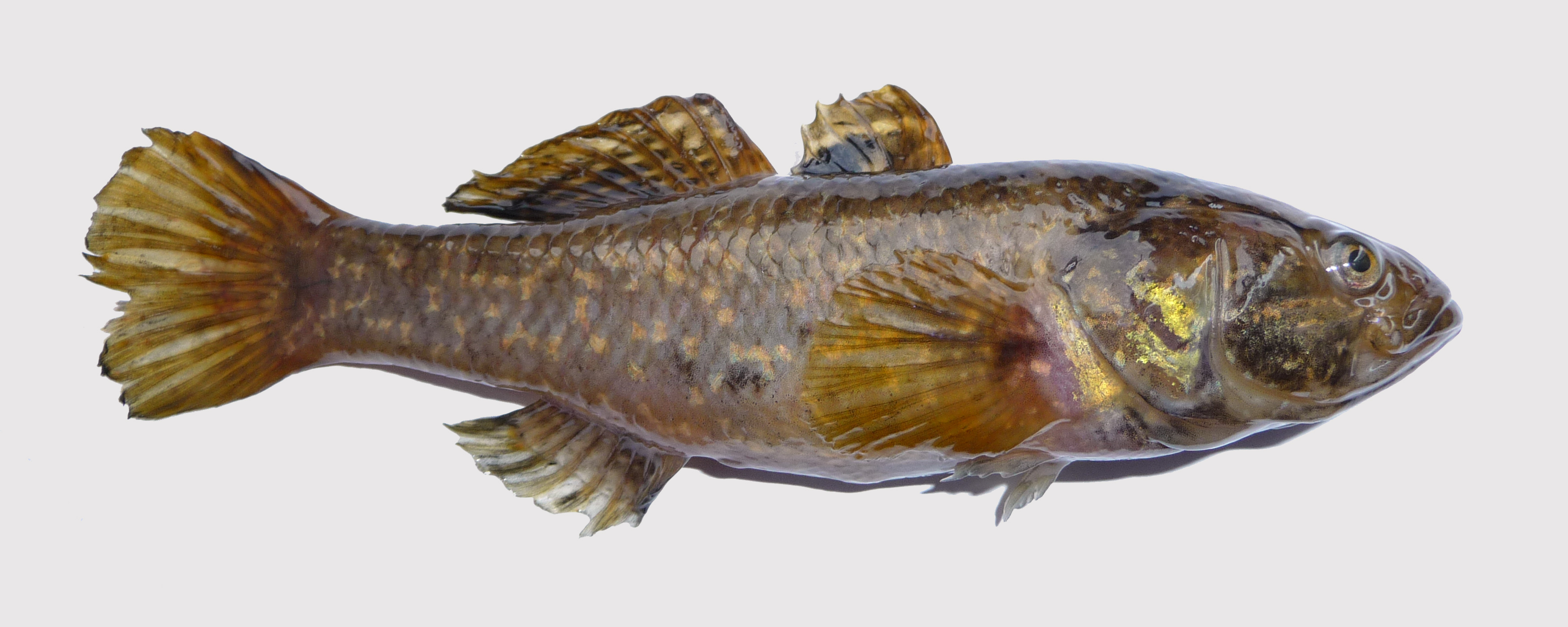
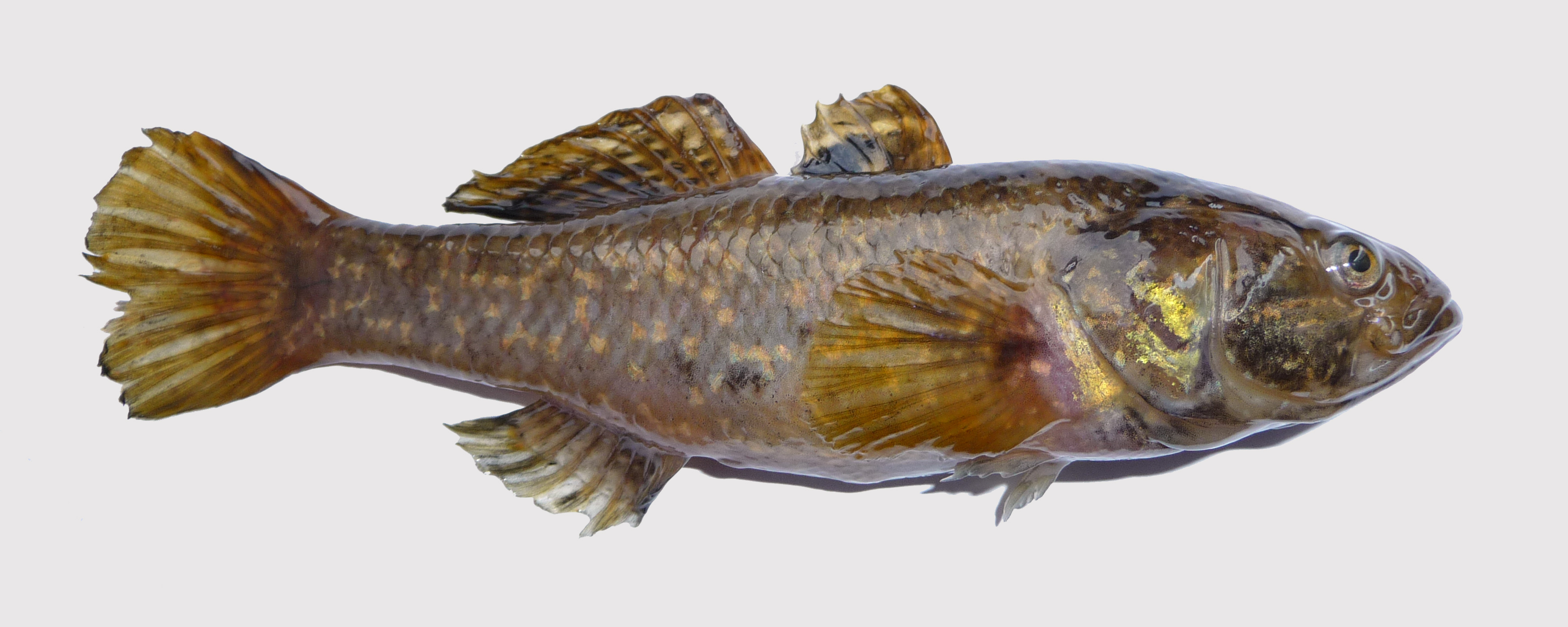
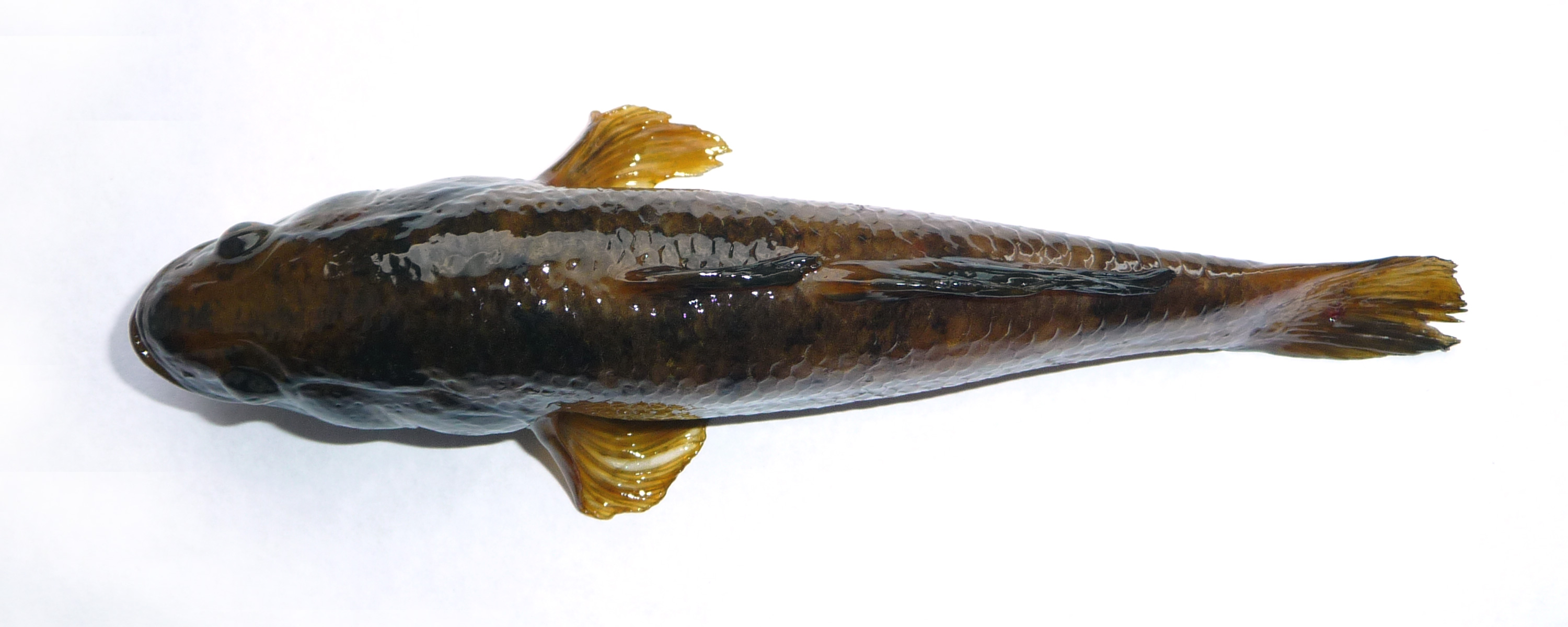
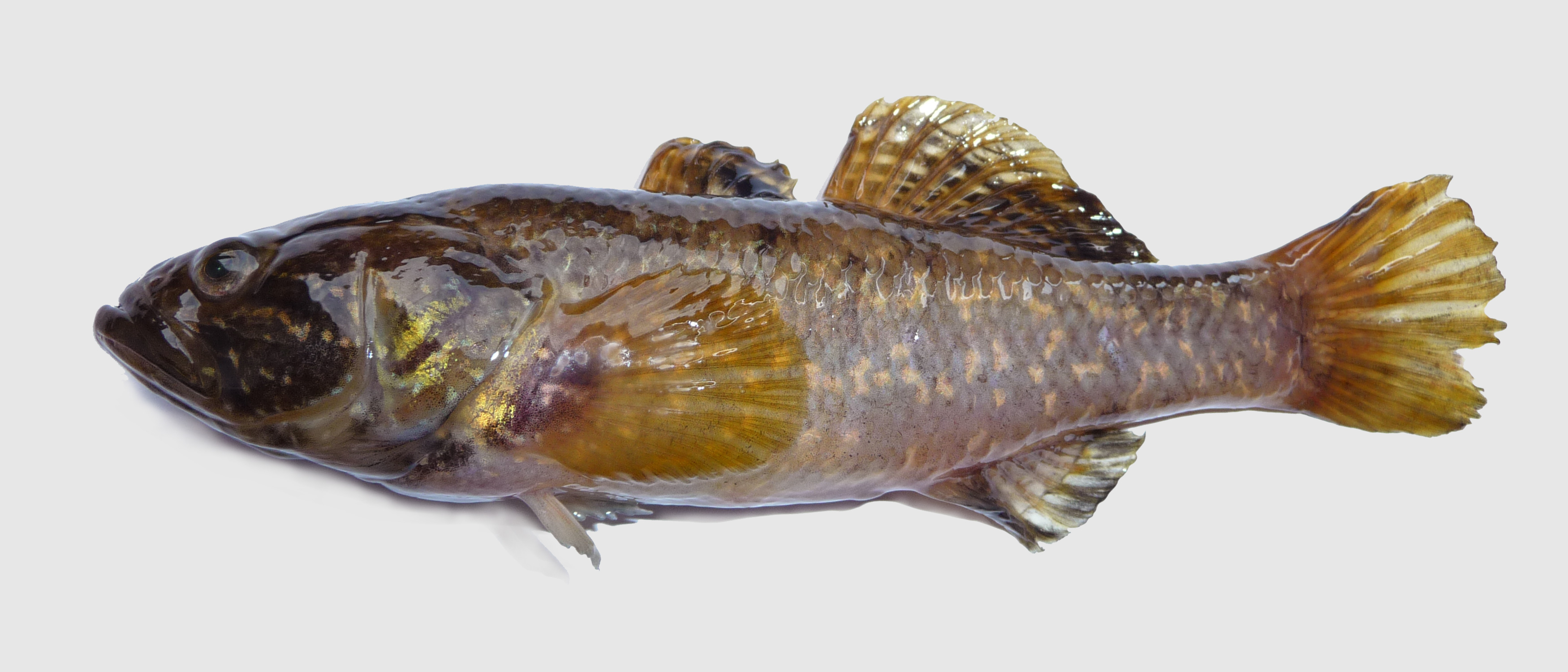
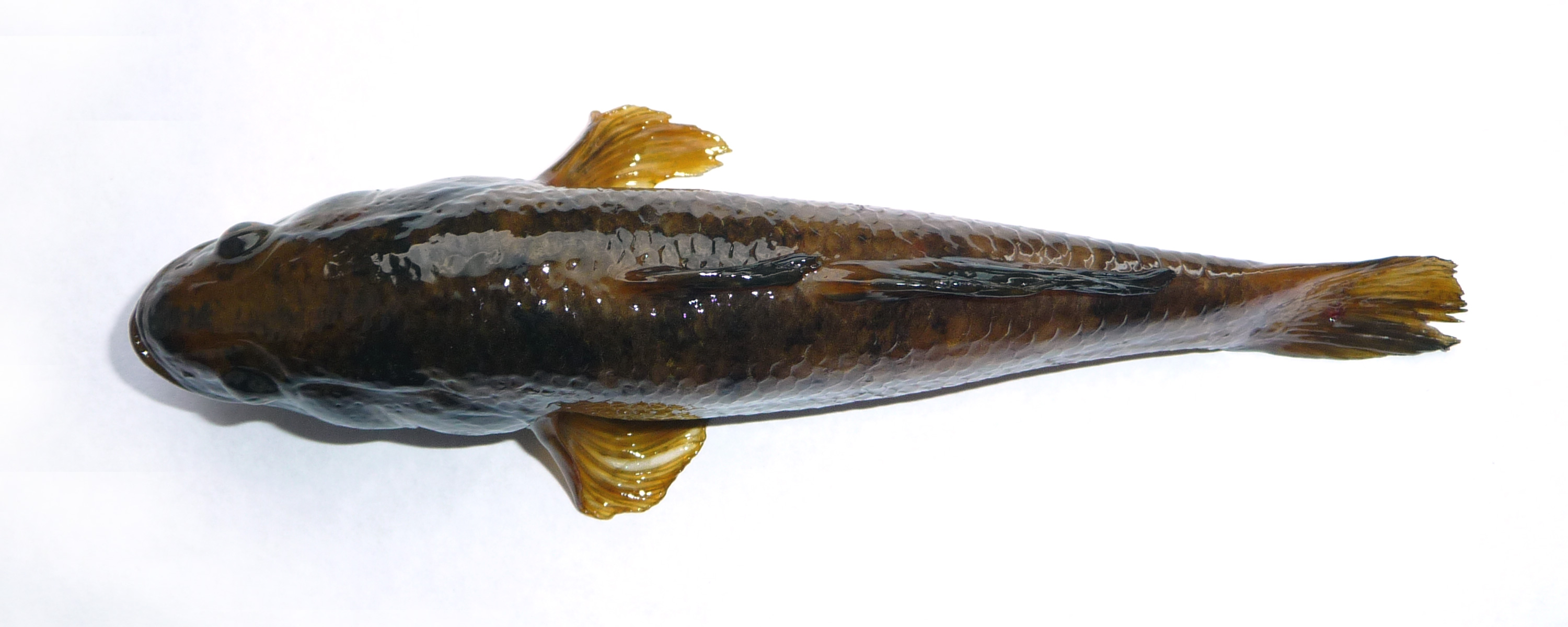